# アインシュタイン (競走馬)
競走馬におけるアインシュタインとは、
1. 2002年生まれのブラジル生産の競走馬。本項にて記述。
2. 2003年生まれのインド生産の競走馬[1]。
3. 2013年生まれのイギリス生産の競走馬[2]。
4. 2014年生まれの日本の競走馬[3]。

アインシュタイン (Einstein) とは、ブラジル生産のアメリカ合衆国の競走馬、種牡馬。主な勝ち鞍に、2006年と2008年のガルフストリームパークターフステークス（2006年はガルフストリームパークブリーダーズカップターフステークス）、2008年と2009年のウッドフォードリザーブ・ターフクラシックステークス、2009年のサンタアニタハンデキャップ。

## 経歴
- 特記事項なき場合、本節の出典はEQIBASE[4]

2005年10月22日、キーンランド競馬場のメイドン競走でデビューし5着、チャーチルダウンズ競馬場での2戦目で初勝利を挙げる。続く3走はアローワンス競走を走り、年をまたいで2勝を挙げる。6戦目で初の重賞出走かつG1競走出走となるガルフストリームパークブリーダーズカップターフステークスに駒を進め、逃げ切りでG1競走初出走初勝利を飾った。ブラジル生まれで北半球では3歳馬扱いとなるためUAEダービーに招待されていたが、ドバイには渡らず4月のG3競走パンアメリカンハンデキャップ、5月のウッドフォードリザーブ・ターフクラシックステークスに出走して2戦とも4着に終わったのち、休養に入る。2007年は1月のオプショナルクレーミング競走から始動して4着とし、2年連続出走のガルフストリームパークブリーダーズカップターフステークスはジャンバラヤの3着。マーヴィン・H・ムニッツJr.メモリアルハンデキャップで重賞2勝目を挙げてウッドフォードリザーブ・ターフクラシックステークスでは1番人気に支持されるもスカイコンカラーの7着に崩れ、次走のディキシーステークスでは道中で競走中止したメンディングフェンスの煽りを受けて競走中止を余儀なくされ、そのまま休養に入り残りのシーズンには出走しなかった。
2008年、初戦のオプショナルクレーミング競走で1着とし、ドンハンデキャップ6着を経て出走のガルフストリームパークターフステークスでダンシングフォーエバーにクビ差勝ってG1競走2勝目を挙げる。続くメイカーズマークマイルステークスではキップデヴィルの2着、3年連続出走となるウッドフォードリザーブ・ターフクラシックステークスでは早目に先頭に立ってそのまま押し切り、G1競走3勝目とした。6月のスティーブンフォスターハンデキャップではドバイワールドカップ制覇から帰国して初戦のカーリンの2着、G2競走ファイアクラッカーハンデキャップ2着を経てアーリントンミリオンステークスでもスピリットワンの5着と3戦続けて勝てなかったものの、11月のクラークハンデキャップを制して2008年シーズンを終えた。
2009年は前年同様にドンハンデキャップから始動してアルバータスマキシマスの3着としたあと、3月のサンタアニタハンデキャップを勝ちG1競走4勝目、ウッドフォードリザーブ・ターフクラシックステークスを連覇してG1競走5勝目を挙げた。6月のスティーブンフォスターハンデキャップで3着に終わって以降はパシフィッククラシックステークス2着を最高に勝ち星なく、11月のクラークハンデキャップ3着のあともガルフストリームパークターフステークス3勝目を目標に調整が続けられたが、最終的にはレースには出ず引退した。

## 競走成績
以下の内容は、EQIBASEの情報および記載法に基づく。
| 出走日     | 競馬場                 | 競走名                                    | 格 | 距離（馬場） | 頭数 | 枠番 (PP) | 馬番 (Pgm) | 着順 | 騎手            | 斤量（lb./kg換算） | タイム  | 着差         | 勝ち馬/（2着）馬    |
| ---------- | ---------------------- | ----------------------------------------- | -- | ------------ | ---- | --------- | ---------- | ---- | --------------- | ------------------ | ------- | ------------ | ------------------- |
| 2005.10.22 | キーンランド           | メイドン競走                              |    | ダ7f（Gd）   | 11   | 11        | 12         | 05着 | R. ベハラーノ   | 118/53.5           |         | （16馬身）   | Radetzky            |
| 0000.11.06 | チャーチルダウンズ     | メイドン競走                              |    | ダ8f（M）    | 09   | 09        | 13         | 01着 | R. ベハラーノ   | 121/55             | 1:36.98 | 5馬身3/4     | Mcshane's Halo      |
| 0000.11.25 | チャーチルダウンズ     | アローワンス競走                          |    | 芝8.5f（Fm） | 12   | 01        | 01         | 04着 | R. ベハラーノ   | 121/55             |         | （1馬身1/2） | Terrific Storm      |
| 2006.01.07 | ガルフストリームパーク | アローワンス競走                          |    | 芝9f（Fm）   | 12   | 12        | 12         | 01着 | R. ベハラーノ   | 120/54.5           | 1:45.84 | 1/2馬身      | （Merger）          |
| 0000.02.04 | ガルフストリームパーク | アローワンス競走                          |    | ダ9f（Sl）   | 09   | 03        | 03         | 01着 | R. ベハラーノ   | 124/56             | 1:49.36 | 7馬身        | （Catch Me）        |
| 0000.02.25 | ガルフストリームパーク | ガルフストリームパークBCS                 | G1 | 芝11.5f（Y） | 08   | 04        | 04         | 01着 | R. ベハラーノ   | 123/55.5           | 2:23.91 | クビ         | （Go Deputy）       |
| 0000.04.01 | ガルフストリームパーク | パンアメリカンH                           | G3 | 芝12f（Fm）  | 08   | 08        | 09         | 04着 | R. ベハラーノ   | 119/54             |         | （2馬身1/4） | Silver Whistle      |
| 0000.05.06 | チャーチルダウンズ     | ウッドフォードリザーブ・ターフクラシックS | G1 | 芝9f（Fm）   | 10   | 05        | 06         | 04着 | R. ベハラーノ   | 126/57             |         | （1馬身1/4） | English Channel     |
| 2007.01.31 | ガルフストリームパーク | オプショナルクレーミング競走              |    | 芝8f（Fm）   | 08   | 01        | 01         | 04着 | R. ベハラーノ   | 120/54.5           |         | （3馬身1/2） | Tiganello           |
| 0000.02.24 | ガルフストリームパーク | ガルフストリームパークBCS                 | G1 | 芝11f（Fm）  | 11   | 10        | 10         | 03着 | R. ベハラーノ   | 123/55.5           |         | （3/4馬身）  | Jambalaya           |
| 0000.03.10 | フェアグラウンズ       | マーヴィン・H・ムニッツJr.メモリアルH     | G2 | 芝9f（Fm）   | 11   | 11        | 11         | 01着 | R. アルバラード | 119/54             | 1:49.57 | 1/2馬身      | Cloudy's Knight     |
| 0000.05.05 | チャーチルダウンズ     | ウッドフォードリザーブ・ターフクラシックS | G1 | 芝9f（Y）    | 10   | 08        | 08         | 07着 | R. アルバラード | 121/55             |         | （3馬身）    | Sky Conqueror       |
| 0000.05.19 | ピムリコ               | ディキシーS                               | G2 | 芝9f（Fm）   | 11   | 08        | 09         | 中止 | R. アルバラード | 124/56             |         |              | Remarkable News     |
| 2008.01.11 | ガルフストリームパーク | オプショナルクレーミング競走              |    | 芝8f（Fm）   | 09   | 01        | 02         | 01着 | E. プラード     | 118/53.5           | 1:33.26 | 1馬身        | （Salinja）         |
| 0000.02.02 | ガルフストリームパーク | ドンH                                     | G1 | ダ9f（Fs）   | 08   | 08        | 09         | 06着 | E. プラード     | 119/54             |         | （5馬身1/2） | Spring At Last      |
| 0000.02.23 | ガルフストリームパーク | ガルフストリームパークターフS             | G1 | 芝11f（Fm）  | 10   | 04        | 04         | 01着 | J. レスカーノ   | 123/55.5           | 2:12.87 | クビ         | （Dancing Forever） |
| 0000.04.11 | キーンランド           | メーカーズマークマイルS                   | G1 | 芝8f（Gd）   | 10   | 02        | 02         | 02着 | R. アルバラード | 123/55.5           |         | （1馬身）    | Kip Deville         |
| 0000.05.03 | チャーチルダウンズ     | ウッドフォードリザーブ・ターフクラシックS | G1 | 芝9f（Gd）   | 07   | 04        | 05         | 01着 | R. アルバラード | 124/56             | 1:50.50 | 1馬身        | （Out of Control）  |
| 0000.06.14 | チャーチルダウンズ     | スティーブンフォスターH                   | G1 | ダ9f（Fs）   | 10   | 04        | 04         | 02着 | J. ルパルー     | 118/53.5           |         | （4馬身1/4） | Curlin              |
| 0000.07.04 | チャーチルダウンズ     | ファイアクラッカーH                       | G2 | 芝8f（Y）    | 05   | 02        | 03         | 02着 | R. アルバラード | 124/56             |         | （1馬身）    | Thom Song           |
| 0000.08.09 | アーリントンパーク     | アーリントンミリオンS                     | G1 | 芝10f（Fm）  | 07   | 05        | 06         | 05着 | R. アルバラード | 126/57             |         | （3馬身）    | Spirit One          |
| 0000.11.28 | チャーチルダウンズ     | クラークH                                 | G2 | ダ9f（Fs）   | 07   | 03        | 03         | 01着 | J. ルパルー     | 119/54             | 1:49.79 | 1馬身1/2     | （Delighful Kiss）  |
| 2009.01.31 | ガルフストリームパーク | ドンH                                     | G1 | ダ9f（Fs）   | 10   | 10        | 10         | 03着 | J. ルパルー     | 122/55.5           |         | （2馬身1/4） | Albertus Maximus    |
| 0000.03.07 | サンタアニタ           | サンタアニタH                             | G1 | AW10f（Fs）  | 13   | 07        | 08         | 01着 | J. ルパルー     | 121/55             | 2:01.93 | 1馬身        | （Champs Elysees）  |
| 0000.05.02 | チャーチルダウンズ     | ウッドフォードリザーブ・ターフクラシックS | G1 | 芝9f（Gd）   | 09   | 05        | 06         | 01着 | J. ルパルー     | 119/54             | 1:49.62 | アタマ       | （Cowboy Cal）      |
| 0000.06.13 | チャーチルダウンズ     | スティーブンフォスターH                   | G1 | ダ9f（Fs）   | 08   | 02        | 02         | 03着 | J. ルパルー     | 124/56             |         | （1馬身）    | Macho Again         |
| 0000.08.08 | アーリントンパーク     | アーリントンミリオンS                     | G1 | 芝10f（Gd）  | 08   | 01        | 01         | 05着 | J. ルパルー     | 126/57             |         | （8馬身1/2） | Gio Ponti           |
| 0000.09.06 | デルマー               | パシフィッククラシックS                   | G1 | AW10f（Fs）  | 12   | 10        | 10         | 02着 | J. ルパルー     | 124/56             |         | （クビ）     | Richard's Kid       |
| 0000.11.07 | サンタアニタ           | ブリーダーズカップ・クラシック            | G1 | AW10f（Fs）  | 12   | 08        | 08         | 11着 | J. ルパルー     | 126/57             |         | （19馬身）   | Zenyatta            |
| 0000.11.27 | チャーチルダウンズ     | クラークH                                 | G2 | ダ9f（Fs）   | 14   | 14        | 14         | 03着 | R. マラー       | 123/55.5           |         | （1/2馬身）  | Blame               |

- 馬場状態： Fm=Firm, Gd=Good, Fs=Fast, Sl=Sloppy, M=Muddy, Y=Yielding

## 引退後
2010年よりケンタッキー州のアデナスプリングスで種牡馬入りしたのち、2015年にはアデナスプリングスのカナダの分場に移り、2016年シーズンからはマガリファームで供用。種牡馬としてはG3競走やステークス競走入着馬を送り出した。2019年に、種牡馬を引退して功労馬繋養施設オールドフレンズに移動することが報じられた。ところが、オールドフレンズ入りの際に腫瘍が発見されてこれを除去する手術が行われ、手術後は1年余もの間オールドフレンズで繋養されていたが、2020年になって腫瘍が再発して合併症も起こし、10月28日に安楽死の措置が取られた。18歳没。

## 血統表
| アインシュタインの血統    | アインシュタインの血統        | アインシュタインの血統 | （血統表の出典） | （血統表の出典） |
| 父系                      | バックパサー系                | バックパサー系         | バックパサー系   | [ § 2 ]          |
| 父 Spend a Buck 1982 鹿毛 | 父の父Buckaroo 1975 鹿毛      | Buckpasser             | Tom Fool         | Tom Fool         |
| 父 Spend a Buck 1982 鹿毛 | 父の父Buckaroo 1975 鹿毛      | Buckpasser             | Busanda          |                  |
| 父 Spend a Buck 1982 鹿毛 | 父の父Buckaroo 1975 鹿毛      | Stepping High          | No Robbery       | No Robbery       |
| 父 Spend a Buck 1982 鹿毛 | 父の父Buckaroo 1975 鹿毛      | Stepping High          | Bebop            |                  |
| 父 Spend a Buck 1982 鹿毛 | 父の母Belle de Jour 1973 鹿毛 | Speak John             | Prince John      | Prince John      |
| 父 Spend a Buck 1982 鹿毛 | 父の母Belle de Jour 1973 鹿毛 | Speak John             | Nuit De Folies   |                  |
| 父 Spend a Buck 1982 鹿毛 | 父の母Belle de Jour 1973 鹿毛 | Battle Dress           | Jaipur           | Jaipur           |
| 父 Spend a Buck 1982 鹿毛 | 父の母Belle de Jour 1973 鹿毛 | Battle Dress           | Armorial         |                  |
| 母 Gay Charm 1985 鹿毛    | 母の父Ghadeer 1978 鹿毛       | Lyphard                | Northern Dancer  | Northern Dancer  |
| 母 Gay Charm 1985 鹿毛    | 母の父Ghadeer 1978 鹿毛       | Lyphard                | Goofed           |                  |
| 母 Gay Charm 1985 鹿毛    | 母の父Ghadeer 1978 鹿毛       | Swanilda               | Habitat          | Habitat          |
| 母 Gay Charm 1985 鹿毛    | 母の父Ghadeer 1978 鹿毛       | Swanilda               | Sweet And Lovely |                  |
| 母 Gay Charm 1985 鹿毛    | 母の母Virga 1977 鹿毛         | Waldmeister            | Wild Risk        | Wild Risk        |
| 母 Gay Charm 1985 鹿毛    | 母の母Virga 1977 鹿毛         | Waldmeister            | Santa Isabel     |                  |
| 母 Gay Charm 1985 鹿毛    | 母の母Virga 1977 鹿毛         | Merry Sunshine         | Santa Claus      | Santa Claus      |
| 母 Gay Charm 1985 鹿毛    | 母の母Virga 1977 鹿毛         | Merry Sunshine         | Los Angels       |                  |
| 母系(F-No.)               | (FN:3-c)                      | (FN:3-c)               | (FN:3-c)         | [ § 3 ]          |
| 5代内の近親交配           | アウトブリード                | アウトブリード         | アウトブリード   | [ § 4 ]          |
| 出典                      | 1. 2. 3. 4.                   | 1. 2. 3. 4.            | 1. 2. 3. 4.      | 1. 2. 3. 4.      |